# Werner Schattmann
Werner Schattmann (* 3. April 1924 in Oels, Schlesien; † 31. Oktober 2014 in München) war ein deutscher Jurist und Diplomat.

## Leben
Werner Schattmann, Sohn eines Beamten, besuchte das Oelser Gymnasium, an dem er im April 1942 das Abitur ablegte. Anschließend wurde er zur Kriegsmarine einberufen. Als Leutnant zur See d. R. geriet er im Mai 1945 in Kriegsgefangenschaft. Nach der Entlassung im Dezember 1945 studierte er ab dem Sommersemester 1946 Rechtswissenschaft an der Christian-Albrechts-Universität zu Kiel. Er gehörte zu den Gründern des Collegium Albertinum und setzte dessen Akkreditierung beim AStA, beim Rektor und der britischen Militärregierung durch. Mit dem Collegium Albertinum wurde er 1950 Corpsstudent bei Palaiomarchia-Masovia.
Er wechselte 1948 an die Julius-Maximilians-Universität Würzburg und legte im Februar 1949 vor dem Oberlandesgericht Bamberg das Erste Juristische Staatsexamen ab. Nach dem Rechtsreferendariat bei den Gerichten in Alzenau und Aschaffenburg wurde er 1951 in Kiel bei Gerhard Dulckeit zum Dr. iur. promoviert. Die von ihm verfasste Dissertation Die rechtliche Bedeutung des „Bewirkens“ in § 18 I 2 des Umstellungsgesetzes wurde ausgezeichnet. 1952 legte er in München die Große juristische Staatsprüfung ab. 1953/54 wirkte er als Rechtsanwalt in Aschaffenburg, trat aber 1954 als Attaché in den Auswärtigen Dienst der Bundesrepublik Deutschland.
Er ging 1955 als Legationssekretär nach Buenos Aires und wechselte 1959 an die Botschaft in London. 1963 wurde er zum Legationsrat I. Klasse, 1968 zum Botschaftsrat I. Klasse und zum Ständigen Vertreter des deutschen Botschafters in Pretoria ernannt. In gleicher Funktion ging er 1972 an die Botschaft in Lima, Peru. Als Vortragender Legationsrat I. Klasse leitete er ab 1974 in Bonn das Referat Grundsatzfragen der Dritte-Welt-Politik im Auswärtigen Amt.
1978 wurde er Botschafter in Kinshasa, 1982 in Lissabon und 1985 in Prag. Im November 1988 pensioniert, lebte er in Wachtberg-Niederbachem und München.

## Ehrungen
- 1976: Orden El Sol del Perú
- 1983: Bundesverdienstkreuz 1. Klasse
- 1985: Orden des Infanten Dom Henrique